# Bagooru, Nanjangud
Bagooru là một làng thuộc tehsil Nanjangud, huyện Mysore, bang Karnataka, Ấn Độ.